# Isabela (Basilan)

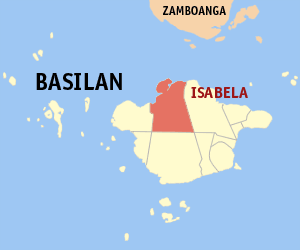
Isabelas läge i Basilan

Isabela (officiellt City of Isabela) är en stad i Filippinerna och ligger på ön Basilan. Den har 83 800 invånare (2006) på en yta av 141 km².
Stadens administrativa tillhörighet är något komplicerad. Den tillhör ingen provins men är administrativ huvudort för provinsen Basilan som tillhör regionen Muslimska Mindanao. Staden Isabela har dock valt att stå utanför Muslimska Mindanao och i stället ingå i regionen Zamboangahalvön som ligger på en halvö norr om Basilan, på ön Mindanao.
Isabela är indelad i 45 smådistrikt, barangayer, varav 28 är klassificerade som landsbygdsdistrikt och 17 som tätortsdistrikt.